# Lucia (voornaam)
Lucia is een meisjesnaam. Het is de vrouwelijke vorm van Lucius, en heeft dezelfde herkomst: het Latijnse woord lux, oftewel licht.
Een bekende naamdraagster was de heilige Lucia van Syracuse, die in de middeleeuwen veel werd vereerd. Haar naam werd populair als voornaam en kwam in diverse varianten voor, zoals Lusie, Liscia en Sia.
Enkele andere bekende naamdragers zijn:
- Lucia van den Brink, Nederlandse schrijfster
- Lucia de Brouckère, Belgisch scheikundige
- Lucia Rijker, Nederlands kickbokser
- Lucia dos Santos, Portugese non